# Needles and Pins (canción)
«Needles and Pins» es una canción compuesta por Jack Nitzsche y Sonny Bono. La canción fue grabada originalmente por Jackie DeShannon en 1963. 
En su autobiografía, Bono afirma que cantó la canción mientras que Nitzsche tocaba una progresión de acordes a la guitarra, siendo ambos autores de la melodía y la letra. Jackie DeShannon cuenta una historia diferente. Según DeShannon, la canción fue escrita al piano y ella participó activamente en su creación, junto a Nitzsche y Bono, pero fue excluida de los créditos.
Alcanzó el puesto número 84 de las listas Billboard Hot 100 en mayo de ese mismo año. Fue considerado un éxito menor en los Estados Unidos, sin embargo el sencillo llegó hasta el número 1 en Canadá.

## Posicionamiento en listas
| Lista (1963)                       | Posición |
| ---------------------------------- | -------- |
| Canadá (CHUM Singles Chart)        | 1        |
| Estados Unidos (Billboard Hot 100) | 84       |

## Versión de The Searchers (1964)
The Searchers, liderados por el cantante Cliff Bennett interpretaron "Needles and Pins" en un club de Hamburgo (Alemania) e instantáneamente pensaron en ella como su siguiente sencillo. Fue publicado por Pye Records en enero de 1964. El sencillo alcanzó el número 1 en el Reino Unido, Irlanda y Sudáfrica, y llegó hasta el número 13 de las listas Billboard Hot 100 de Estados Unidos. Poco después fue incluida en el álbum It's the Searchers.
Durante la grabación, un pedal defectuoso del bombo cruje a lo largo de la canción. Es particularmente notable durante la apertura del tema.
Parte de la versión de The Searchers puede oírse durante la introducción del tema "Use the Man" de Megadeth en el álbum Cryptic Writings.
Posicionamiento en listas
| Lista (1964)                        | Posición |
| ----------------------------------- | -------- |
| Canadá (CHUM Chart)                 | 14       |
| Francia (SNEP)                      | 29       |
| Alemania (GfK Entertainment Charts) | 8        |
| Irlanda (IRMA)                      | 1        |
| UK Singles Chart                    | 1        |
| Estados Unidos (Billboard Hot 100)  | 13       |
| Noruega (VG-lista)                  | 8        |

## Versión de Smokie (1977)
En 1977, en pleno apogeo de su popularidad, la banda de rock Smokie realizó una versión del tema como balada rock para el álbum Bright Lights and Back Alleys. El tema alcanzó el número 1 en algunos países europeos.

#### Posicionamiento en listas
| Lista (1977–1978)                     | Máxima posición |
| ------------------------------------- | --------------- |
| Reino Unido (UK Singles Chart)        | 10              |
| Australia (Kent Music Report)         | 7               |
| Austria (Ö3 Austria Top 40)           | 1               |
| Bélgica (Flandes) (Ultratop 50)       | 5               |
| Bélgica (Valonia) (Ultratop 50)       | 17              |
| Alemania (Offizielle Deutsche Charts) | 2               |
| Países Bajos (Mega Single Top 100)    | 5               |
| Noruega (VG-lista)                    | 4               |
| Suiza (Schweizer Hitparade)           | 7               |

## Versión de los Ramones (1978)
La banda estadounidense de punk rock Ramones incluyó una versión de "Needles and Pins" en su cuarto álbum de estudio de 1978, Road to Ruin. 
Esta versión también fue incluida en el primer recopilatorio de éxitos de la banda, Ramones Mania en 1988 y en el CD doble de 1999 Anthology: Hey Ho Let's Go!.
Una versión diferente y anterior aparece como bonus track en el CD Rocket to Russia en su edición de 2016.
A su vez, la banda de pop-punk The Commercials grabó la canción para el álbum tributo a los Ramones de 2001 Ramones Maniacs.

## Versión en vivo de Tom Petty and the Heartbreakers (1985)
Tom Petty and the Heartbreakers publicaron su primer álbum en vivo en 1985, Pack Up the Plantation: Live!.
En este álbum se incluye una versión de "Needles and Pins" donde la cantante y compositora de Fleetwood Mac, Stevie Nicks interpretó "Needles and Pins" junto a Tom Petty en el Forum de Los Ángeles, California en junio de 1981. 
Posicionamiento en listas
| Lista (1985)                                 | Posición |
| -------------------------------------------- | -------- |
| Estados Unidos (Billboard Hot 100)           | 37       |
| Estados Unidos (Billboard Album Rock Tracks) | 17       |
| Canadá (RPM Top Singles)                     | 85       |

## Otras versiones
Otras versiones notables son las de Cher, Willie DeVille, Thorleifs, Gary Lewis & the Playboys, y The Turtles. Fue número 1 en Francia con una grabación en francés interpretada por Petula Clark y titulada La nuit n'en finit plus. También tuvo una versión en checo, interpretada por el cantante Václav Neckář,  titulada 'Mýdlový princ'.